# 血细胞计数板

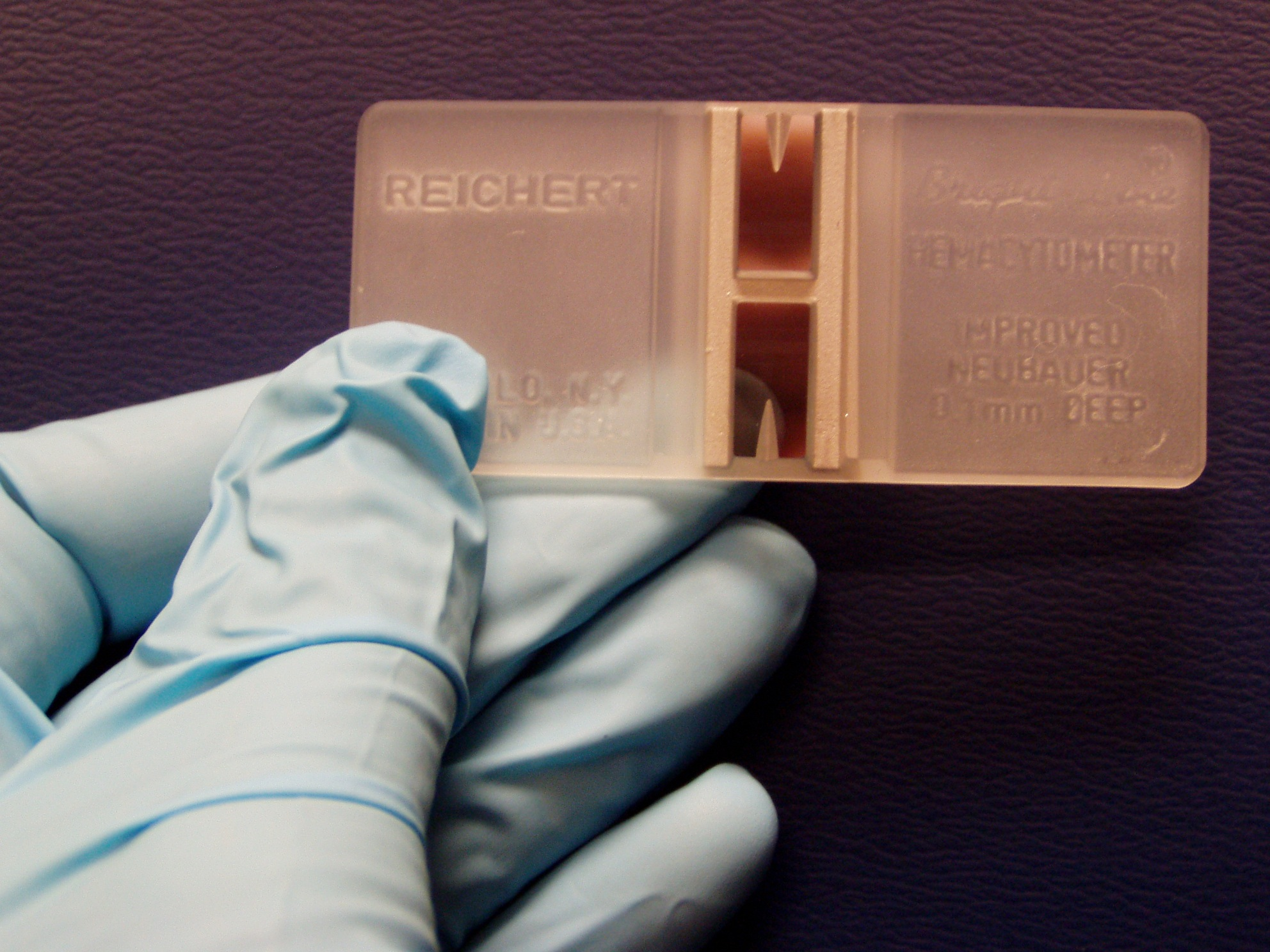
血球计数板：两侧的反光的方形是计数室。

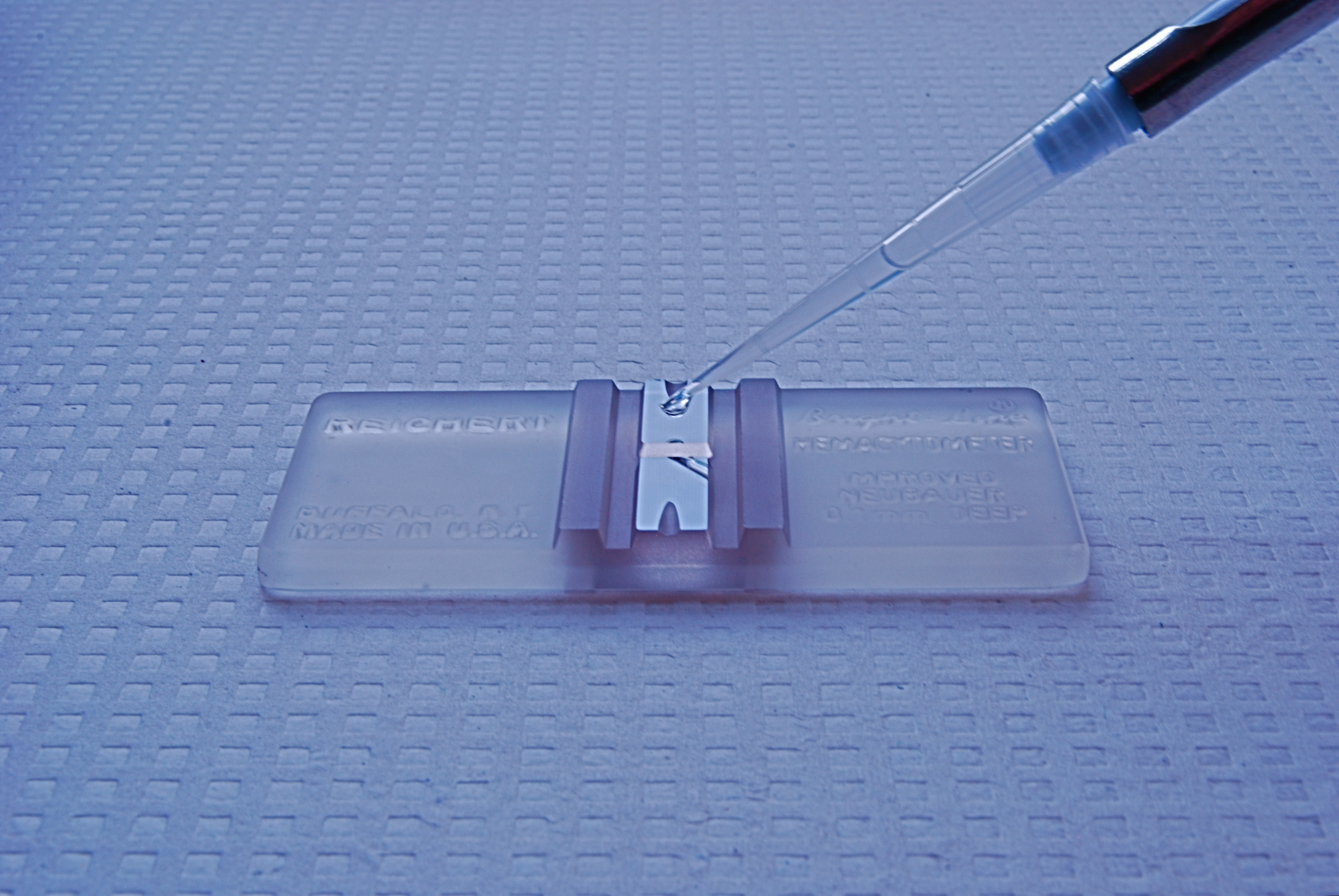
装载血球计数板

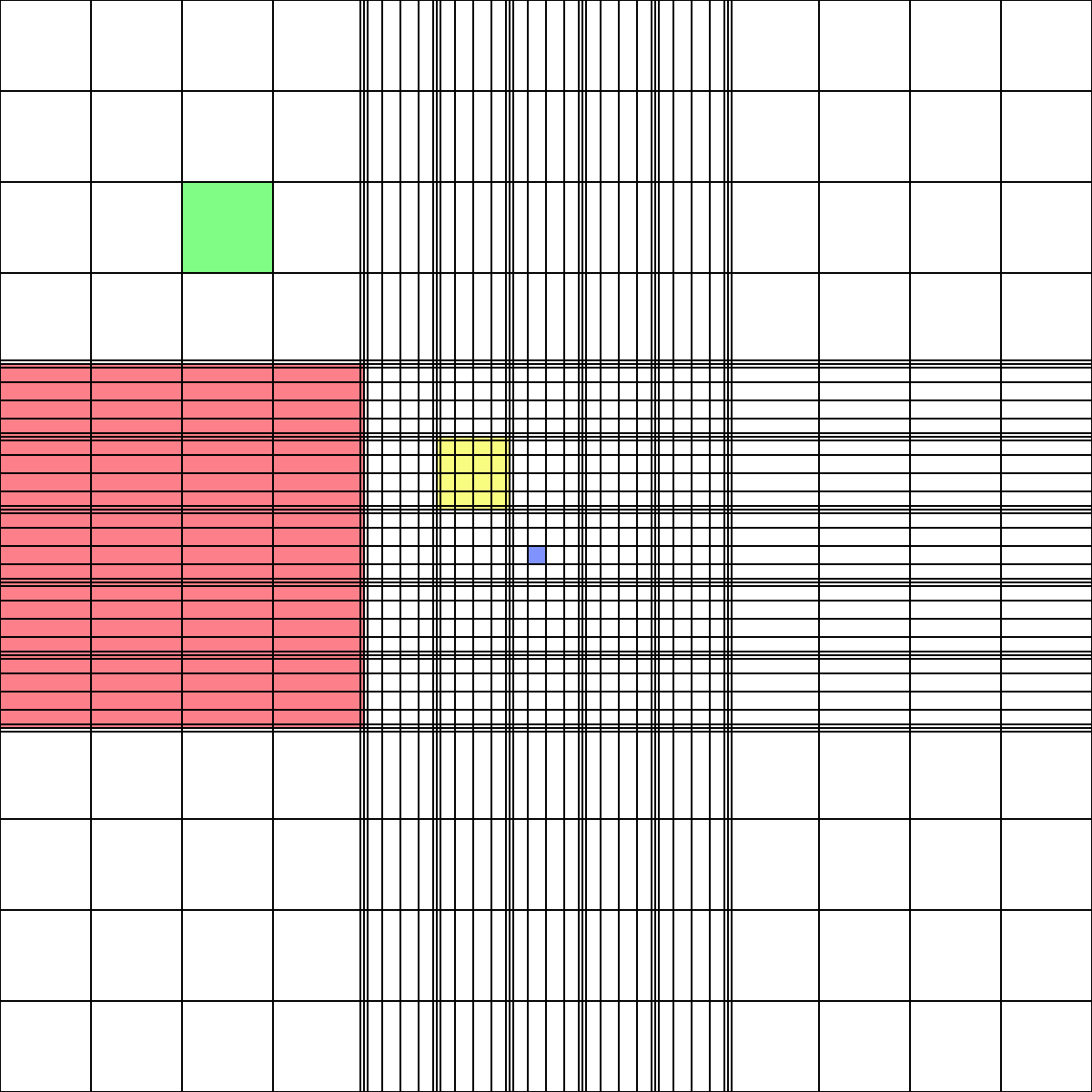
血球计数板的单元格（见表）

血球计数板是一种用于计数细胞的设备。它原先是被设计用作全血球计数的。

## 规格
血细胞计数板中分布 1 x 1 mm (1 mm2) 的小正方形框；这些正方形框又被进一步分为三种规格：0.25 x 0.25 mm (0.0625 mm2)、0.25 x 0.20 mm (0.05 mm2)、0.20 x 0.20 mm (0.04 mm2)；其中心部分又被进一步分为 0.05 x 0.05 mm (0.0025 mm2) 的正方形格。其各处厚度均匀，皆为 0.1 mm。
| 规格           | 面积       | 0.1 mm 深度时的体积 |
| -------------- | ---------- | ------------------- |
| 1 x 1 mm       | 1 mm2      | 100 nL              |
| 0.25 x 0.25 mm | 0.0625 mm2 | 6.25 nL             |
| 0.25 x 0.20 mm | 0.05 mm2   | 5 nL                |
| 0.20 x 0.20 mm | 0.04 mm2   | 4 nL                |
| 0.05 x 0.05 mm | 0.0025 mm2 | 0.25 nL             |

## 使用
欲使用血细胞计数器，首先要确保盖玻片被正确地放置于计数室上，检验标志是可看见牛顿环。这样的话细胞悬浮液就会因毛细作用被吸至计数室和盖玻片中的缝隙。而在盖玻片中每个单元格的细胞数量可以使用显微镜直接数出，并且可以通过观察区分出不同细胞。因为体积和在此体积中的细胞数量已知，故溶液中的细胞密度可以使用以下公式得出：

{\displaystyle \omega =k\left({\frac {n_{0}}{V}}\right)}

其中，{\displaystyle \omega } 为 细胞密度，{\displaystyle n_{0}} 为每个单元格中细胞数量的平均值，{\displaystyle V}为每个单元格的体积，{\displaystyle k}为稀释倍数
计数时，在每个单元格中，若细胞在单元格的边缘上是，通常仅计数左侧及上方的的格线及其所夹顶点的上的细胞，而忽略右侧及下方格线及另外三个顶点上的细胞，即“记上不计下，记左不计右”。

## 注意事项

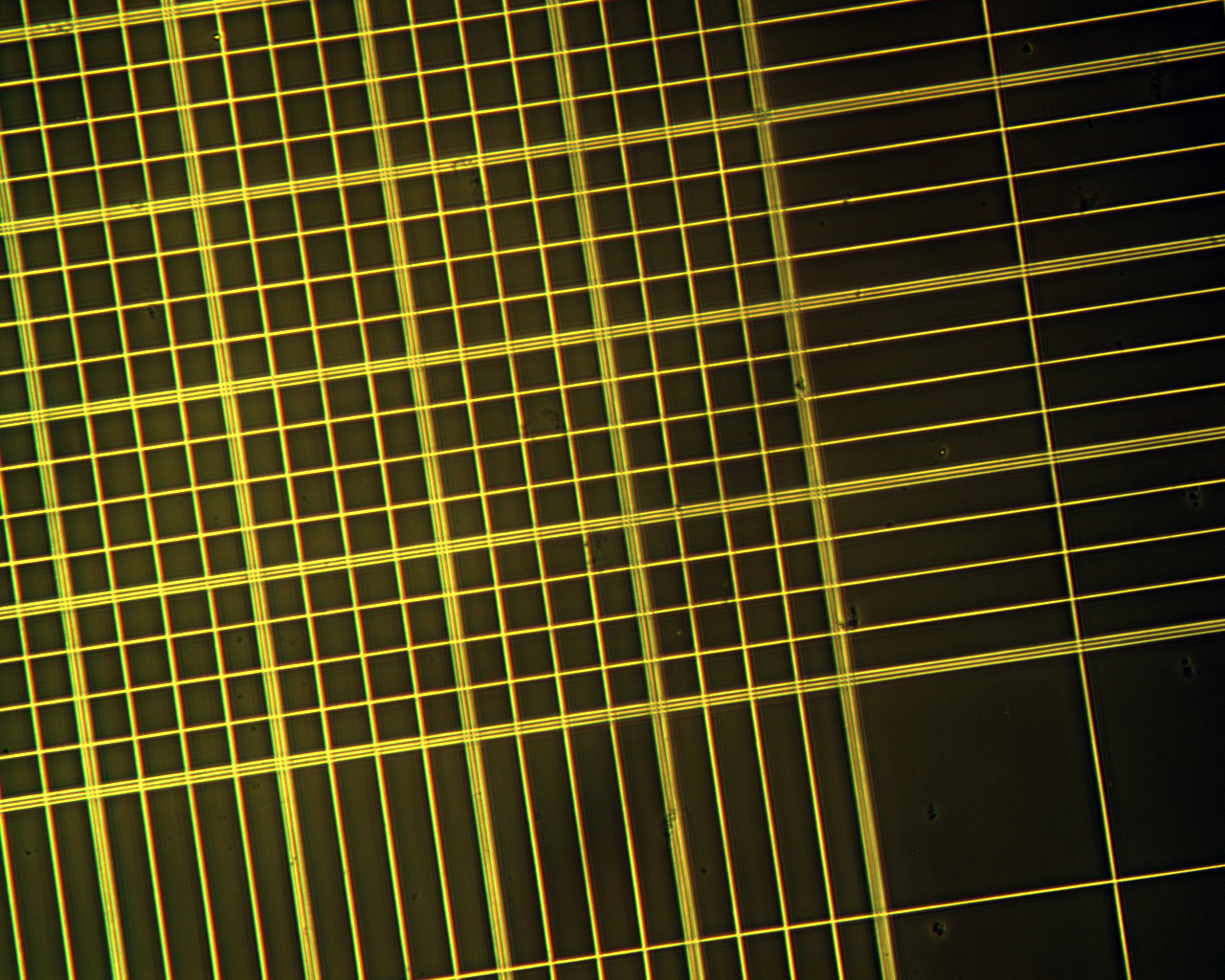
100倍放大的空白血细胞计数板

- 样品在测量前必须被均匀混合，以保证其具有代表性，而非仅仅从以特定区域中取样。
- 应做适当的稀释，以保证细胞数量可测。若未进行足够的稀释，则细胞会因过于密集而难以计数；若稀释过度，则测量时的细胞数不足以支撑推断原溶液细胞密度。
- 进行测量两次测量，并比对结果。若二者差异超过正常值，则取样方法可能不可信（如溶液未均匀混合）。

## 应用
- 全血细胞计数：尤其适用于血细胞不正常而无法使用机器计数的病人。
- 精液分析
- 细胞培养：接种或记录细胞生长。
- 酿酒: 准备酵母。
- 为下游分析做准备的过程：一些实验需要有准确的细胞数量，如聚合酶链式反应、流式细胞术，而还有一些实验需要细胞有较强的生存能力。
- 测量细胞大小：显微检查时，细胞大小可通过和照片上的已知的单元格大小比对。[4]

## 图片

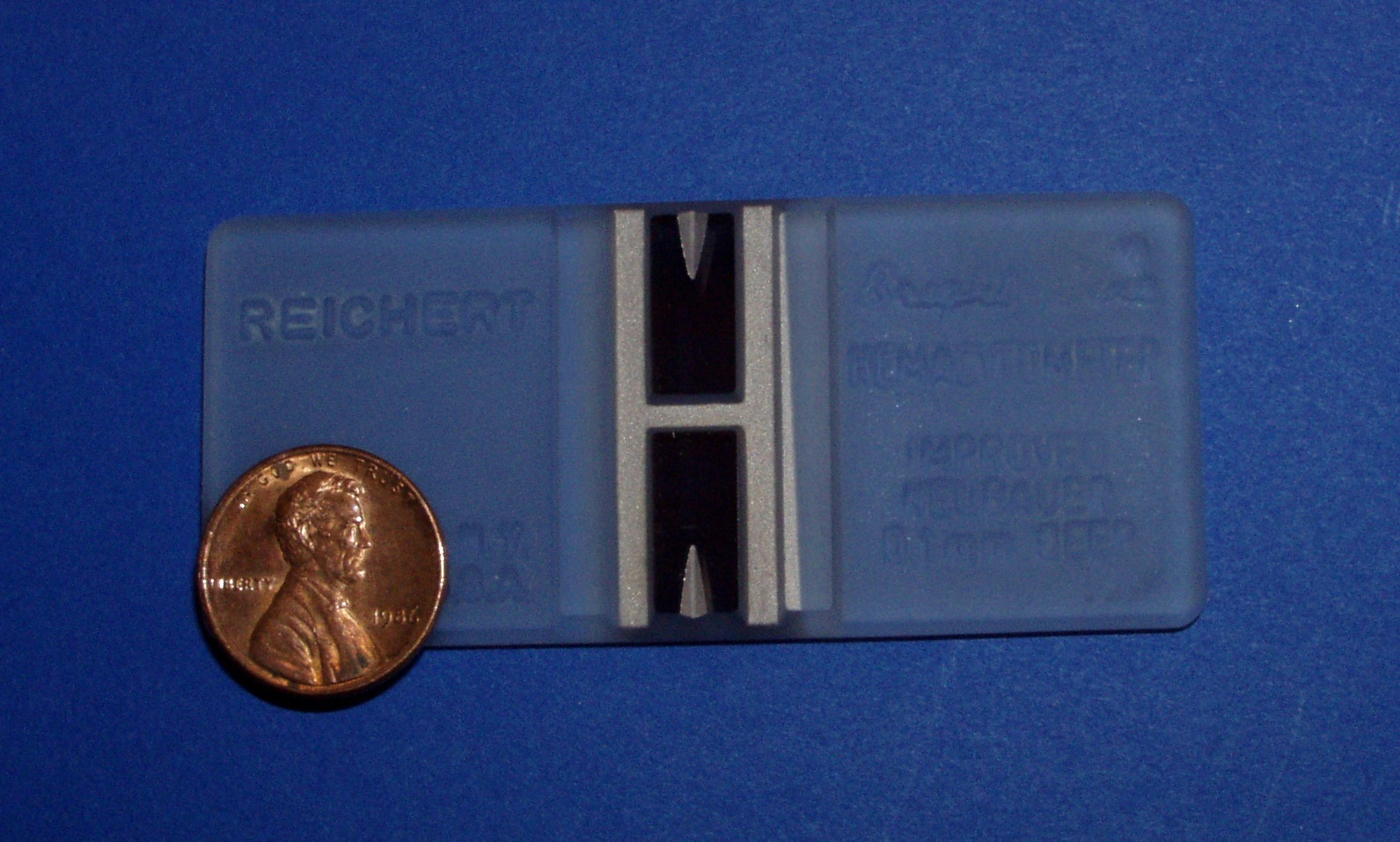
血细胞计数板和在它旁边放置的一枚硬币
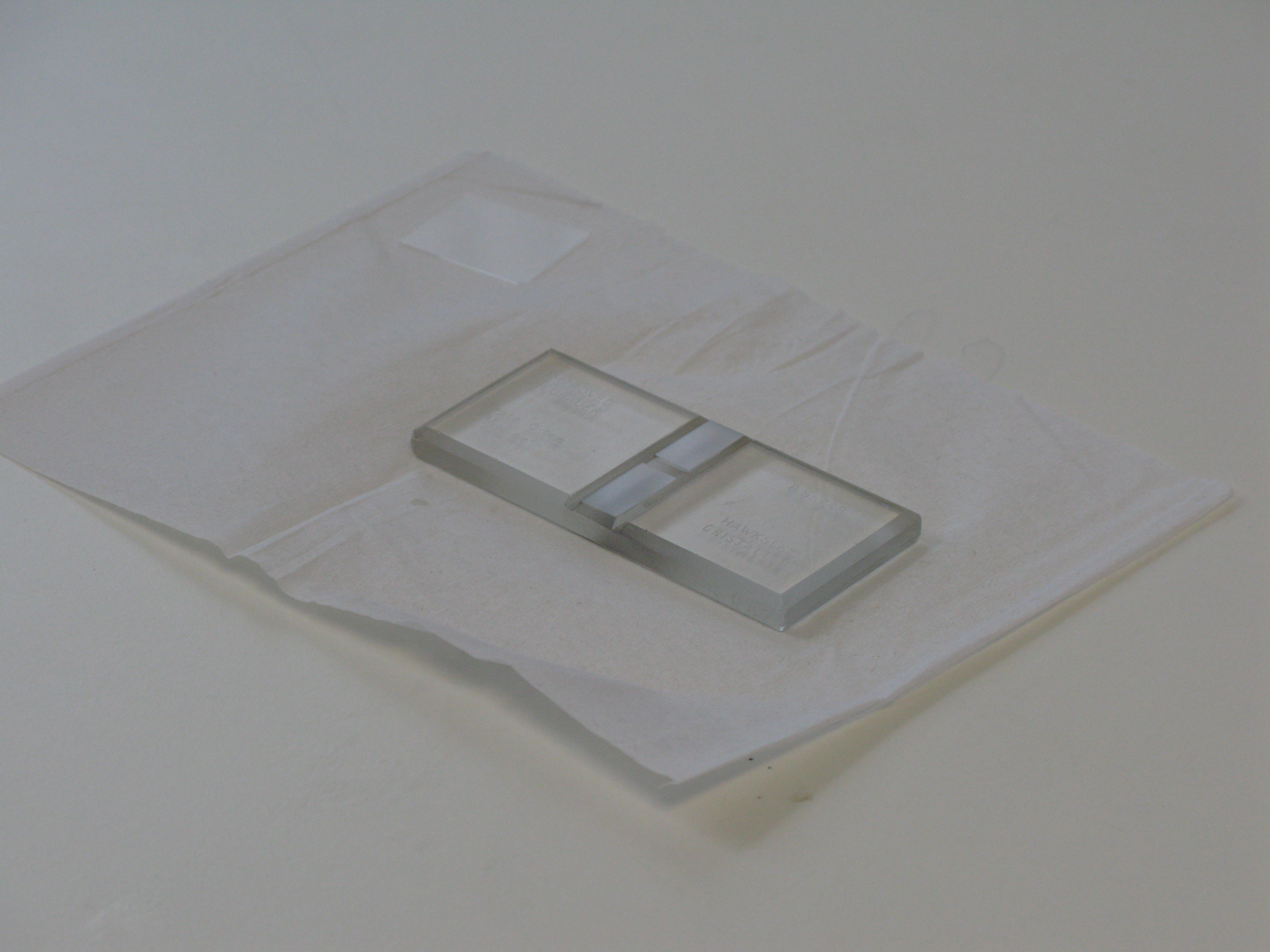
血细胞计数板
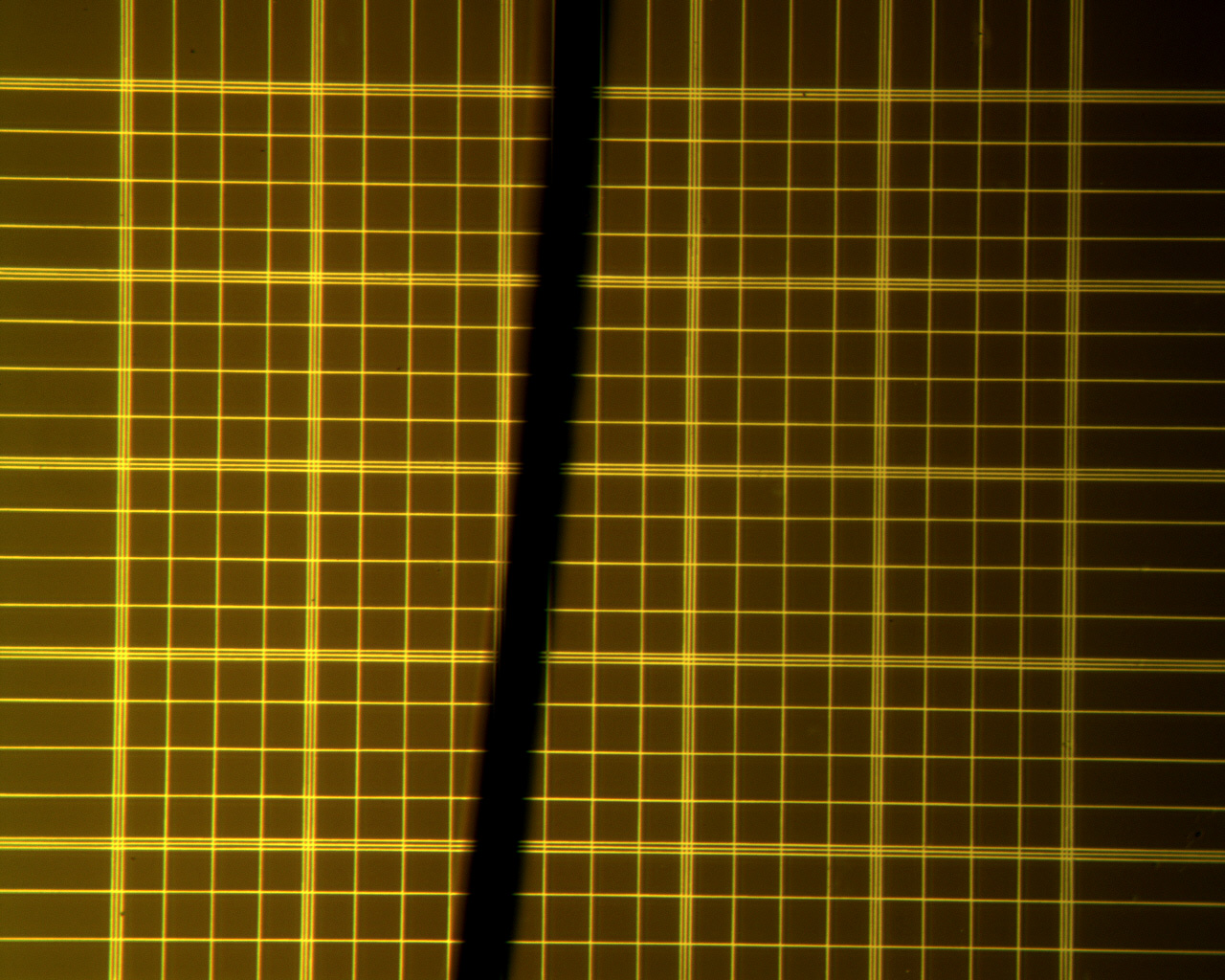
在100倍放大的血细胞计数板上的一根头发